# Tercera División A de Chile 2017
La Tercera División A de Chile 2017 o Campeonato Nacional de Tercera División A 2017 es la 38.º edición de la cuarta categoría del fútbol de Chile, correspondiente a la temporada 2017. Se juega desde el 22 de abril hasta el 19 de noviembre de 2017. Es la competición de fútbol amateur más importante de Chile.
Su organización está a cargo de la Asociación Nacional de Fútbol Amateur de Chile (ANFA) y cuenta con la participación de quince (15) equipos en total. Se suman a esta temporada los 2 ascendidos de la Tercera División B 2016, que fueron Provincial Ovalle (campeón), y Brujas de Salamanca (subcampeón). También se suman 2 de los 3 descendidos de Segunda División 2015-16 que son Municipal Mejillones y Deportes Linares.

## Sistema de campeonato
Teniendo en cuenta que la  Copa Absoluta  se descontinuó, el formato del torneo se mantiene en relación con la edición pasada.

### Formato
Son 15 los equipos participantes en Tercera División A. El formato del torneo es de modalidad todos contra todos, a jugar en 15 fechas por ronda (2 en total). Los clubes que finalicen 1.º y 2.º de la tabla, se ganarán su derecho en cancha de participar en la Segunda División Profesional 2018. Por otra parte, los clubes que terminen 14.º y 15.º respectivamente, descenderán directamente a la Tercera División B 2018.

### Sistema de orden
El orden de clasificación de los equipos, se determinará en una tabla de cómputo general, de la siguiente manera:
- La mayor cantidad de puntos.

En caso de igualdad de puntos de dos o más equipos de un mismo grupo, para definir una clasificación, sea esta en cualquier fase, ascenso y descenso, se determinará de la siguiente forma:
- La mejor diferencia de goles.
- La mayor cantidad de goles marcados.
- La mayor cantidad de goles marcados como visita.
- El que hubiera acumulado mayor puntaje en los enfrentamientos que se efectuaron entre los clubes que se encuentran en la situación de igualdad.
- En caso de persistir la igualdad, se desarrollará un partido único en cancha neutral, determinada por la División (Art. 182 y 189 del Reglamento ANFA).

En el campeonato se observará el sistema de puntos, de acuerdo a la reglamentación de la Internacional F.A. Board, asignándose tres puntos, al equipo que resulte ganador; un punto, a cada uno en caso de empate; y cero punto al perdedor.

## Clubes descendidos
Los 4 clubes descendidos de Segunda División solo 2 postularon a esta categoría.
| Equipos                   | Ciudad     | Región        |
| ------------------------- | ---------- | ------------- |
| Municipal Mejillones      | Mejillones | Antofagasta   |
| Deportes Ovalle           | Ovalle     | Coquimbo      |
| Deportes Linares          | Linares    | Maule         |
| Deportivo Maipo Quilicura | Buín       | Metropolitana |
| 1. 2.                     |            |               |

## Equipos participantes

### Equipos por región
| Equipo                     | Región        | Comuna o ciudad  |
| -------------------------- | ------------- | ---------------- |
| Municipal Mejillones       | Antofagasta   | Mejillones       |
| Provincial Ovalle          | Coquimbo      | Ovalle           |
| Municipal Salamanca        | Coquimbo      | Salamanca        |
| Deportes Limache           | Valparaíso    | Limache          |
| Deportivo Estación Central | Metropolitana | Estación Central |
| Gasparín FC                | Metropolitana | El Bosque        |
| Lautaro de Buin            | Metropolitana | Buin             |
| Real San Joaquín           | Metropolitana | San Joaquín      |
| AC Colina                  | Metropolitana | Colina           |
| Chimbarongo FC             | O'Higgins     | Chimbarongo      |
| Deportes Rengo             | O'Higgins     | Rengo            |
| General Velásquez          | O'Higgins     | San Vicente      |
| Tomás Greig FC             | O'Higgins     | Rancagua         |
| Deportes Linares           | Maule         | Linares          |
| Fernández Vial             | Biobío        | Concepción       |

| Deportivo Estación Central Gasparín FC Real San Joaquín |

### Ascensos y descensos

#### Equipos entrantes
| Pos. | Descendidos a la Tercera División A 2017         |
| ---- | ------------------------------------------------ |
| 11°  | Deportes Ovalle (No se postuló a esta categoría) |
| 12°  | Municipal Mejillones                             |
| 13°  | Deportes Linares                                 |

| Pos. | Ascendidos a la Tercera División A 2017 |
| ---- | --------------------------------------- |
| 1°   | Provincial Ovalle                       |
| 2°   | Brujas de Salamanca                     |

#### Equipos salientes
| Pos. | Descendidos a la Tercera División B 2017 |
| ---- | ---------------------------------------- |
| 14º  | Provincial Talagante                     |
| 15º  | Juventud Salvador                        |

| Pos. | Ascendidos a la Segunda División 2017 |
| ---- | ------------------------------------- |
| 1°   | Provincial Osorno                     |
| 2°   | Deportes Recoleta                     |

## Información
| Equipo                     | Entrenador          | Estadio                   | Aforo  | Marca                 | Patrocinador           |
| -------------------------- | ------------------- | ------------------------- | ------ | --------------------- | ---------------------- |
| AC Colina                  | Juan Pablo Guzmán   | Manuel Rojas del Río      | 4.000  | Playmaker             |                        |
| Chimbarongo FC             | Fernando Migliaccio | Municipal de Chimbarongo  | 1.500  | Andrómeda             |                        |
| Deportes Limache           | René Gatica         | Ángel Navarrete Candia    | 2.500  | JCQ                   | Transportes CVU        |
| Deportes Linares           | Manuel González     | Fiscal Tucapel Bustamante | 7.000  | Estampados Tomax      | Ecomain                |
| Deportes Rengo             | Fred Gayoso         | Guillermo Guzmán Díaz     | 3.000  | OneFit                | Olivos SPA             |
| Deportivo Estación Central | José González       | José María Caro           | 1.000  | Dalponte              | Turbus                 |
| Fernández Vial             | Felipe Cornejo      | Ester Roa Rebolledo       | 33.000 | OneFit                | Lucero                 |
| Gasparín FC                | Francisco Carrillo  | Municipal Lo Blanco       | 1.000  | JF Sports             | Distribuidora Gasparín |
| General Velásquez          | Ítalo Pinochet      | Augusto Rodríguez         | 3.000  | Andrómeda             | Max Pan                |
| Lautaro de Buin            | Pablo Galdames      | Lautaro                   | 1.500  | Wall Training         | Coliseo                |
| Municipal Mejillones       | Carlos Rojas        | Municipal de Mejillones   | 1.500  | OneFit                | Minera Escondida       |
| Municipal Salamanca        | Francisco Uribe     | Municipal de Salamanca    | 3.000  | Four                  | CORDEP Salamanca       |
| Provincial Ovalle          | Pablo Iriarte       | Municipal de Punitaqui    | 829    | Training Professional | Cormar Bus             |
| Real San Joaquín           | Jaime Lizama        | Arturo Vidal              | 3.500  | Kuden                 | Carnes Bilbao          |
| Tomás Greig FC             | John Greig          | Guillermo Saavedra        | 2.000  | Andrómeda             | ISA Intervial          |

#### Cambios de entrenadores
| Equipo               | Entrenador          | Fechas          |
| -------------------- | ------------------- | --------------- |
| Deportes Limache     | Jorge Guzmán        | 1° - 4°         |
| Deportes Limache     | René Gatica         | 5° en adelante  |
| Municipal Mejillones | Juan Cepeda         | 1° - 9°         |
| Municipal Mejillones | Carlos Rojas        | 10° en adelante |
| Chimbarongo FC       | Fabián Valdés       | 1° - 11°        |
| Chimbarongo FC       | Alberto Ortega      | 12° - 23°       |
| Chimbarongo FC       | Fernando Migliaccio | 24° en adelante |
| Deportes Rengo       | Víctor Cancino      | 1° - 13°        |
| Deportes Rengo       | Fred Gayoso         | 15° en adelante |
| Gasparín             | Gustavo Sepúlveda   | 1° - 14°        |
| Gasparín             | Georgelino Osorio   | 15° - 26°       |
| Gasparín             | Francisco Carrillo  | 27° - 28°       |
| Provincial Ovalle    | Ramón Contreras     | 1° - 15°        |
| Provincial Ovalle    | Pablo Iriarte       | 16°             |
| Provincial Ovalle    | Manuel Soto         | 17° - 18°       |
| Provincial Ovalle    | Pablo Iriarte       | 19° - 30°       |
| Municipal Salamanca  | Osvaldo Hurtado     | 1° - 24°        |
| Municipal Salamanca  | Francisco Uribe     | 25° - 28°       |

## Tabla de posiciones
Fecha de actualización: 17 de noviembre de 2017
| Pos. | Club                       | PTS | PJ | PG | PE | PP | GF | GC | DIF | REND  |
| ---- | -------------------------- | --- | -- | -- | -- | -- | -- | -- | --- | ----- |
| 1.   | General Velásquez (C)      | 60  | 28 | 18 | 6  | 4  | 51 | 25 | +26 | 71,4% |
| 2.   | Fernández Vial (A)         | 57  | 28 | 16 | 9  | 3  | 53 | 19 | +34 | 67,9% |
| 3.   | Deportes Rengo             | 57  | 28 | 18 | 3  | 7  | 55 | 32 | +23 | 67,9% |
| 4.   | Deportes Colina            | 57  | 28 | 18 | 3  | 7  | 57 | 35 | +22 | 67,9% |
| 5.   | Real San Joaquín           | 46  | 28 | 13 | 7  | 8  | 63 | 44 | +19 | 54,8% |
| 6.   | Lautaro de Buin            | 45  | 28 | 13 | 7  | 8  | 42 | 37 | +5  | 53,6% |
| 7.   | Deportes Limache           | 42  | 28 | 12 | 6  | 10 | 46 | 38 | +8  | 50%   |
| 8.   | Tomás Greig FC             | 39  | 28 | 11 | 7  | 10 | 44 | 40 | +4  | 46,4% |
| 9.   | Deportes Linares           | 36  | 28 | 9  | 9  | 10 | 45 | 35 | +10 | 42,9% |
| 10.  | Brujas de Salamanca        | 34  | 28 | 9  | 7  | 12 | 51 | 57 | -6  | 40,5% |
| 11.  | Deportivo Estación Central | 30  | 28 | 7  | 9  | 12 | 39 | 43 | -4  | 35,7% |
| 12.  | Provincial Ovalle          | 30  | 28 | 9  | 3  | 16 | 29 | 50 | -21 | 35,7% |
| 13.  | Municipal Mejillones       | 23  | 28 | 5  | 8  | 15 | 34 | 59 | -25 | 27,4% |
| 14.  | Gasparín FC                | 15  | 28 | 4  | 3  | 21 | 29 | 60 | -31 | 17,9% |
| 15.  | Chimbarongo FC             | 13  | 28 | 4  | 1  | 23 | 20 | 84 | -64 | 15,5% |

     Campeón. Asciende a la Segunda División Profesional 2018.

     Subcampeón. Asciende a la Segunda División Profesional 2018.

     Zona de descenso a la Tercera División B 2018.

## Evolución de la tabla de posiciones
| Equipo                     | 01 | 02 | 03 | 04 | 05 | 06 | 07 | 08 | 09 | 10 | 11 | 12 | 13 | 14 | 15 | 16 | 17 | 18 | 19 | 20 | 21 | 22 | 23 | 24 | 25 | 26 | 27 | 28 | 29 | 30 |
| -------------------------- | -- | -- | -- | -- | -- | -- | -- | -- | -- | -- | -- | -- | -- | -- | -- | -- | -- | -- | -- | -- | -- | -- | -- | -- | -- | -- | -- | -- | -- | -- |
| General Velásquez          | 2  | 3  | 7  | 9  | 6  | 8  | 9  | 9  | 10 | 10 | 9  | 6  | 5  | 2  | 2  | 2  | 1  | 1  | 1  | 1  | 1  | 1  | 1  | 1  | 1  | 1  | 1  | 1  | 1  | 1  |
| Fernández Vial             | 1  | 4  | 2  | 2  | 1  | 1  | 1  | 1  | 1  | 1  | 1  | 1  | 1  | 1  | 1  | 1  | 2  | 2  | 2  | 2  | 2  | 2  | 2  | 2  | 2  | 2  | 2  | 2  | 2  | 2  |
| Deportes Rengo             | 3  | 1  | 1  | 1  | 3  | 2  | 2  | 5  | 7  | 9  | 6  | 7  | 6  | 8  | 3  | 3  | 3  | 4  | 4  | 5  | 3  | 3  | 5  | 4  | 4  | 4  | 4  | 4  | 4  | 3  |
| AC Colina                  | 10 | 14 | 10 | 8  | 4  | 6  | 4  | 6  | 9  | 5  | 4  | 4  | 8  | 7  | 6  | 8  | 5  | 3  | 3  | 4  | 5  | 5  | 4  | 3  | 3  | 3  | 3  | 3  | 3  | 4  |
| Real San Joaquín           | 11 | 7  | 4  | 6  | 9  | 5  | 7  | 4  | 4  | 2  | 3  | 3  | 4  | 4  | 4  | 4  | 4  | 5  | 5  | 6  | 6  | 6  | 6  | 6  | 6  | 6  | 6  | 6  | 6  | 5  |
| Lautaro de Buin            | 8  | 11 | 6  | 4  | 2  | 3  | 3  | 2  | 2  | 4  | 2  | 2  | 2  | 3  | 5  | 5  | 6  | 6  | 6  | 3  | 4  | 4  | 3  | 5  | 5  | 5  | 5  | 5  | 5  | 6  |
| Deportes Limache           | 15 | 10 | 12 | 12 | 10 | 10 | 11 | 11 | 11 | 11 | 12 | 12 | 12 | 11 | 9  | 9  | 11 | 9  | 11 | 9  | 9  | 8  | 8  | 8  | 8  | 7  | 7  | 7  | 7  | 7  |
| Tomás Greig FC             | 7  | 12 | 14 | 14 | 15 | 14 | 12 | 10 | 8  | 8  | 5  | 9  | 7  | 6  | 8  | 7  | 8  | 8  | 7  | 7  | 7  | 7  | 7  | 7  | 7  | 8  | 8  | 9  | 8  | 8  |
| Deportes Linares           | 14 | 15 | 9  | 11 | 11 | 11 | 10 | 12 | 12 | 12 | 11 | 11 | 11 | 12 | 12 | 12 | 12 | 10 | 12 | 11 | 11 | 10 | 10 | 11 | 9  | 9  | 9  | 8  | 9  | 9  |
| Municipal Salamanca        | 9  | 6  | 3  | 7  | 8  | 9  | 8  | 8  | 6  | 7  | 10 | 10 | 10 | 10 | 11 | 11 | 10 | 12 | 9  | 12 | 12 | 11 | 11 | 9  | 10 | 10 | 10 | 10 | 10 | 10 |
| Deportivo Estación Central | 13 | 5  | 8  | 5  | 7  | 4  | 6  | 3  | 3  | 3  | 7  | 8  | 9  | 9  | 10 | 10 | 9  | 11 | 10 | 8  | 8  | 9  | 9  | 12 | 12 | 11 | 11 | 11 | 11 | 11 |
| Provincial Ovalle          | 5  | 2  | 5  | 3  | 5  | 7  | 5  | 7  | 5  | 6  | 8  | 5  | 3  | 5  | 7  | 6  | 7  | 7  | 8  | 10 | 10 | 12 | 12 | 10 | 11 | 12 | 12 | 12 | 12 | 12 |
| Municipal Mejillones       | 12 | 13 | 15 | 15 | 14 | 15 | 15 | 15 | 15 | 15 | 13 | 13 | 13 | 14 | 14 | 13 | 13 | 13 | 13 | 14 | 14 | 14 | 13 | 13 | 13 | 13 | 13 | 13 | 13 | 13 |
| Gasparín FC                | 4  | 9  | 13 | 13 | 12 | 12 | 13 | 13 | 13 | 13 | 14 | 14 | 14 | 13 | 13 | 14 | 14 | 14 | 14 | 13 | 13 | 13 | 14 | 14 | 14 | 14 | 14 | 15 | 14 | 14 |
| Chimbarongo FC             | 6  | 8  | 11 | 10 | 13 | 13 | 14 | 14 | 14 | 14 | 15 | 15 | 15 | 15 | 15 | 15 | 15 | 15 | 15 | 15 | 15 | 15 | 15 | 15 | 15 | 15 | 15 | 14 | 15 | 15 |

| 1. 2. 3. 4. 5. 6. |

## Resultados

### Primera rueda
| Fecha 1                    | Fecha 1                    | Fecha 1   | Fecha 1              | Fecha 1 | Fecha 1                   | Fecha 1     | Fecha 1 | Fecha 1 | Fecha 1 | Fecha 1 | Fecha 1 |
|                            | Local                      | Resultado | Visitante            |         | Estadio                   | Fecha       | Hora    |         |         |         |         |
| -------------------------- | -------------------------- | --------- | -------------------- | ------- | ------------------------- | ----------- | ------- | ------- | ------- | ------- | ------- |
|                            | Lautaro de Buin            | Nulo      | Tomás Greig FC       |         | Lautaro                   | 22 de abril | 16:00   |         |         |         |         |
|                            | Chimbarongo FC             | 1 - 0     | Municipal Mejillones |         | Deportivo Chile           | 22 de abril | 16:30   |         |         |         |         |
|                            | Colina                     | 1 - 2     | Gasparín FC          |         | Manuel Rojas del Río      | 22 de abril | 17:00   |         |         |         |         |
|                            | Deportes Linares           | 1 - 3     | General Velásquez    |         | Fiscal Tucapel Bustamante | 22 de abril | 18:00   |         |         |         |         |
|                            | Deportes Limache           | 0 - 3     | Fernández Vial       |         | Ángel Navarrete Candia    | 22 de abril | 19:00   |         |         |         |         |
|                            | Real San Joaquín           | 1 - 2     | Deportes Rengo       |         | Municipal Arturo Vidal    | 22 de abril | 19:30   |         |         |         |         |
|                            | Deportivo Estación Central | 0 - 1     | Provincial Ovalle    |         | Cardenal Caro             | 23 de abril | 12:00   |         |         |         |         |
| Libre: Municipal Salamanca |                            |           |                      |         |                           |             |         |         |         |         |         |

| Fecha 2               | Fecha 2              | Fecha 2   | Fecha 2                    | Fecha 2 | Fecha 2                  | Fecha 2     | Fecha 2 | Fecha 2 | Fecha 2 | Fecha 2 | Fecha 2 |
|                       | Local                | Resultado | Visitante                  |         | Estadio                  | Fecha       | Hora    |         |         |         |         |
| --------------------- | -------------------- | --------- | -------------------------- | ------- | ------------------------ | ----------- | ------- | ------- | ------- | ------- | ------- |
|                       | Provincial Ovalle    | 2 - 1     | Deportes Linares           |         | Municipal de Punitaqui   | 29 de abril | 16:00   |         |         |         |         |
|                       | Deportes Rengo       | 3 - 1     | Colina                     |         | Guillermo Guzmán Díaz    | 29 de abril | 17:00   |         |         |         |         |
|                       | Tomás Greig FC       | 0 - 1     | Municipal Salamanca        |         | Guillermo Saavedra       | 29 de abril | 18:00   |         |         |         |         |
|                       | Deportes Limache     | 2 - 1     | Chimbarongo FC             |         | Ángel Navarrete Candia   | 29 de abril | 19:00   |         |         |         |         |
|                       | Municipal Mejillones | 1 - 2     | Real San Joaquín           |         | Municipal de Mejillones  | 29 de abril | 19:00   |         |         |         |         |
|                       | General Velásquez    | 1 - 1     | Lautaro de Buin            |         | Municipal de San Vicente | 29 de abril | 20:00   |         |         |         |         |
|                       | Gasparín FC          | 0 - 2     | Deportivo Estación Central |         | Municipal Lo Blanco      | 30 de abril | 16:00   |         |         |         |         |
| Libre: Fernández Vial |                      |           |                            |         |                          |             |         |         |         |         |         |

| Fecha 3               | Fecha 3                    | Fecha 3   | Fecha 3              | Fecha 3 | Fecha 3                   | Fecha 3   | Fecha 3 | Fecha 3 | Fecha 3 | Fecha 3 | Fecha 3 |
|                       | Local                      | Resultado | Visitante            |         | Estadio                   | Fecha     | Hora    |         |         |         |         |
| --------------------- | -------------------------- | --------- | -------------------- | ------- | ------------------------- | --------- | ------- | ------- | ------- | ------- | ------- |
|                       | Municipal Salamanca        | 2 - 1     | General Velásquez    |         | Municipal de Salamanca    | 6 de mayo | 16:00   |         |         |         |         |
|                       | Chimbarongo FC             | 1 - 3     | Fernández Vial       |         | Tres Puentes              | 6 de mayo | 16:00   |         |         |         |         |
|                       | Lautaro de Buin            | 2 - 0     | Provincial Ovalle    |         | Lautaro                   | 6 de mayo | 16:00   |         |         |         |         |
|                       | Colina                     | 4 - 2     | Municipal Mejillones |         | Manuel Rojas del Río      | 6 de mayo | 17:00   |         |         |         |         |
|                       | Deportes Linares           | 3 - 0     | Gasparín FC          |         | Fiscal Tucapel Bustamante | 6 de mayo | 17:00   |         |         |         |         |
|                       | Real San Joaquín           | 4 - 3     | Deportes Limache     |         | Municipal Arturo Vidal    | 6 de mayo | 19:00   |         |         |         |         |
|                       | Deportivo Estación Central | 2 - 2     | Deportes Rengo       |         | Cardenal Caro             | 7 de mayo | 12:00   |         |         |         |         |
| Libre: Tomás Greig FC |                            |           |                      |         |                           |           |         |         |         |         |         |

| Fecha 4                  | Fecha 4              | Fecha 4   | Fecha 4                    | Fecha 4 | Fecha 4                 | Fecha 4    | Fecha 4 | Fecha 4 | Fecha 4 | Fecha 4 | Fecha 4 |
|                          | Local                | Resultado | Visitante                  |         | Estadio                 | Fecha      | Hora    |         |         |         |         |
| ------------------------ | -------------------- | --------- | -------------------------- | ------- | ----------------------- | ---------- | ------- | ------- | ------- | ------- | ------- |
|                          | Deportes Rengo       | 1 - 0     | Deportes Linares           |         | Guillermo Guzmán Díaz   | 13 de mayo | 16:00   |         |         |         |         |
|                          | Chimbarongo FC       | 0 - 0     | Real San Joaquín           |         | Deportivo Chile         | 13 de mayo | 16:00   |         |         |         |         |
|                          | Municipal Mejillones | 1 - 3     | Deportivo Estación Central |         | Municipal de Mejillones | 13 de mayo | 20:00   |         |         |         |         |
|                          | Deportes Limache     | 0 - 1     | Colina                     |         | Municipal de Olmué      | 13 de mayo | 20:00   |         |         |         |         |
|                          | Fernández Vial       | 1 - 0     | Tomás Greig FC             |         | Ester Roa Rebolledo     | 14 de mayo | 16:00   |         |         |         |         |
|                          | Gasparín FC          | 1 - 3     | Lautaro de Buin            |         | Municipal Lo Blanco     | 14 de mayo | 16:00   |         |         |         |         |
|                          | Provincial Ovalle    | 2 - 1     | Municipal Salamanca        |         | Municipal de Punitaqui  | 31 de mayo | 15:30   |         |         |         |         |
| Libre: General Velásquez |                      |           |                            |         |                         |            |         |         |         |         |         |

| Fecha 5                  | Fecha 5                    | Fecha 5   | Fecha 5              | Fecha 5 | Fecha 5                   | Fecha 5    | Fecha 5 | Fecha 5 | Fecha 5 | Fecha 5 | Fecha 5 |
|                          | Local                      | Resultado | Visitante            |         | Estadio                   | Fecha      | Hora    |         |         |         |         |
| ------------------------ | -------------------------- | --------- | -------------------- | ------- | ------------------------- | ---------- | ------- | ------- | ------- | ------- | ------- |
|                          | Municipal Salamanca        | 3 - 3     | Gasparín FC          |         | Municipal de Salamanca    | 20 de mayo | 12:30   |         |         |         |         |
|                          | Colina                     | 6 - 1     | Chimbarongo FC       |         | Manuel Rojas del Río      | 20 de mayo | 16:00   |         |         |         |         |
|                          | Deportes Linares           | 2 - 2     | Municipal Mejillones |         | Fiscal Tucapel Bustamante | 20 de mayo | 18:00   |         |         |         |         |
|                          | Deportivo Estación Central | 0 - 1     | Deportes Limache     |         | Cardenal Caro             | 21 de mayo | 12:00   |         |         |         |         |
|                          | Lautaro de Buin            | 2 - 0     | Deportes Rengo       |         | Lautaro                   | 21 de mayo | 12:00   |         |         |         |         |
|                          | Real San Joaquín           | 0 - 1     | Fernández Vial       |         | Arturo Vidal              | 21 de mayo | 16:30   |         |         |         |         |
|                          | Tomás Greig FC             | 1 - 2     | General Velásquez    |         | Guillermo Saavedra        | 21 de mayo | 17:00   |         |         |         |         |
| Libre: Provincial Ovalle |                            |           |                      |         |                           |            |         |         |         |         |         |

| Fecha 6            | Fecha 6              | Fecha 6   | Fecha 6                    | Fecha 6 | Fecha 6                 | Fecha 6    | Fecha 6 | Fecha 6 | Fecha 6 | Fecha 6 | Fecha 6 |
|                    | Local                | Resultado | Visitante                  |         | Estadio                 | Fecha      | Hora    |         |         |         |         |
| ------------------ | -------------------- | --------- | -------------------------- | ------- | ----------------------- | ---------- | ------- | ------- | ------- | ------- | ------- |
|                    | Chimbarongo FC       | 0 - 2     | Deportivo Estación Central |         | Deportivo Horizonte     | 27 de mayo | 12:00   |         |         |         |         |
|                    | Provincial Ovalle    | 0 - 1     | Tomás Greig FC             |         | Municipal de Punitaqui  | 27 de mayo | 15:30   |         |         |         |         |
|                    | Deportes Rengo       | 2 - 1     | Municipal Salamanca        |         | Guillermo Guzmán Díaz   | 27 de mayo | 15:30   |         |         |         |         |
|                    | Deportes Limache     | 1 - 1     | Deportes Linares           |         | Municipal de Olmué      | 27 de mayo | 19:00   |         |         |         |         |
|                    | Real San Joaquín     | 4 - 1     | Colina                     |         | Arturo Vidal            | 27 de mayo | 19:00   |         |         |         |         |
|                    | Municipal Mejillones | 1 - 1     | Lautaro de Buin            |         | Municipal de Mejillones | 27 de mayo | 20:00   |         |         |         |         |
|                    | Fernández Vial       | 1 - 1     | General Velásquez          |         | Ester Roa Rebolledo     | 28 de mayo | 15:30   |         |         |         |         |
| Libre: Gasparín FC |                      |           |                            |         |                         |            |         |         |         |         |         |

| Fecha 7               | Fecha 7                    | Fecha 7   | Fecha 7              | Fecha 7 | Fecha 7                   | Fecha 7    | Fecha 7 | Fecha 7 | Fecha 7 | Fecha 7 | Fecha 7 |
|                       | Local                      | Resultado | Visitante            |         | Estadio                   | Fecha      | Hora    |         |         |         |         |
| --------------------- | -------------------------- | --------- | -------------------- | ------- | ------------------------- | ---------- | ------- | ------- | ------- | ------- | ------- |
|                       | Lautaro de Buin            | 1 - 1     | Deportes Limache     |         | Lautaro                   | 3 de junio | 12:00   |         |         |         |         |
|                       | Municipal Salamanca        | 6 - 2     | Municipal Mejillones |         | Municipal de Salamanca    | 3 de junio | 15:30   |         |         |         |         |
|                       | Colina                     | 2 - 1     | Fernández Vial       |         | Manuel Rojas del Río      | 3 de junio | 17:00   |         |         |         |         |
|                       | Deportivo Estación Central | 0 - 0     | Real San Joaquín     |         | Cardenal Caro             | 4 de junio | 12:00   |         |         |         |         |
|                       | Deportes Linares           | 2 - 1     | Chimbarongo FC       |         | Fiscal Tucapel Bustamante | 4 de junio | 15:30   |         |         |         |         |
|                       | General Velásquez          | 0 - 1     | Provincial Ovalle    |         | Augusto Rodríguez         | 4 de junio | 15:30   |         |         |         |         |
|                       | Tomás Greig FC             | 2 - 1     | Gasparín FC          |         | Guillermo Saavedra        | 4 de junio | 16:00   |         |         |         |         |
| Libre: Deportes Rengo |                            |           |                      |         |                           |            |         |         |         |         |         |

| Fecha 8                     | Fecha 8          | Fecha 8   | Fecha 8                    | Fecha 8 | Fecha 8                  | Fecha 8     | Fecha 8 | Fecha 8 | Fecha 8 | Fecha 8 | Fecha 8 |
|                             | Local            | Resultado | Visitante                  |         | Estadio                  | Fecha       | Hora    |         |         |         |         |
| --------------------------- | ---------------- | --------- | -------------------------- | ------- | ------------------------ | ----------- | ------- | ------- | ------- | ------- | ------- |
|                             | Deportes Limache | 1 - 1     | Municipal Salamanca        |         | Ángel Navarrete Candia   | 10 de junio | 12:00   |         |         |         |         |
|                             | Deportes Rengo   | 2 - 3     | Tomás Greig FC             |         | Guillermo Guzmán Díaz    | 10 de junio | 15:30   |         |         |         |         |
|                             | Chimbarongo FC   | 0 - 1     | Lautaro de Buin            |         | Municipal de Chimbarongo | 10 de junio | 16:00   |         |         |         |         |
|                             | Colina           | 0 - 1     | Deportivo Estación Central |         | Manuel Rojas del Río     | 10 de junio | 17:00   |         |         |         |         |
|                             | Gasparín FC      | 1 - 3     | General Velásquez          |         | Municipal Lo Blanco      | 11 de junio | 15:00   |         |         |         |         |
|                             | Fernández Vial   | 2 - 0     | Provincial Ovalle          |         | Ester Roa Rebolledo      | 11 de junio | 15:30   |         |         |         |         |
|                             | Real San Joaquín | 3 - 2     | Deportes Linares           |         | Arturo Vidal             | 11 de junio | 17:00   |         |         |         |         |
| Libre: Municipal Mejillones |                  |           |                            |         |                          |             |         |         |         |         |         |

| Fecha 9                 | Fecha 9                    | Fecha 9   | Fecha 9              | Fecha 9 | Fecha 9                   | Fecha 9     | Fecha 9 | Fecha 9 | Fecha 9 | Fecha 9 | Fecha 9 |
|                         | Local                      | Resultado | Visitante            |         | Estadio                   | Fecha       | Hora    |         |         |         |         |
| ----------------------- | -------------------------- | --------- | -------------------- | ------- | ------------------------- | ----------- | ------- | ------- | ------- | ------- | ------- |
|                         | Municipal Salamanca        | 3 - 1     | Chimbarongo FC       |         | Municipal de Salamanca    | 17 de junio | 15:00   |         |         |         |         |
|                         | Provincial Ovalle          | 1 - 0     | Gasparín FC          |         | Municipal de Punitaqui    | 17 de junio | 15:30   |         |         |         |         |
|                         | Deportivo Estación Central | 0 - 0     | Fernández Vial       |         | Cardenal Caro             | 17 de junio | 16:00   |         |         |         |         |
|                         | Tomás Greig FC             | 4 - 0     | Municipal Mejillones |         | Guillermo Saavedra        | 18 de junio | 17:00   |         |         |         |         |
|                         | Lautaro de Buin            | 1 - 1     | Real San Joaquín     |         | Lautaro                   | 21 de junio | 14:00   |         |         |         |         |
|                         | Deportes Linares           | 0 - 0     | Colina               |         | Fiscal Tucapel Bustamante | 12 de julio | 19:30   |         |         |         |         |
|                         | General Velásquez          | 1 - 0     | Deportes Rengo       |         | Augusto Rodríguez         | 19 de julio | 20:00   |         |         |         |         |
| Libre: Deportes Limache |                            |           |                      |         |                           |             |         |         |         |         |         |

| Fecha 10              | Fecha 10                   | Fecha 10  | Fecha 10            | Fecha 10 | Fecha 10                | Fecha 10    | Fecha 10 | Fecha 10 | Fecha 10 | Fecha 10 | Fecha 10 |
|                       | Local                      | Resultado | Visitante           |          | Estadio                 | Fecha       | Hora     |          |          |          |          |
| --------------------- | -------------------------- | --------- | ------------------- | -------- | ----------------------- | ----------- | -------- | -------- | -------- | -------- | -------- |
|                       | Deportes Limache           | 1 - 1     | Tomás Greig FC      |          | Lucio Fariña Fernández  | 24 de junio | 16:00    |          |          |          |          |
|                       | Deportivo Estación Central | 2 - 2     | Deportes Linares    |          | Cardenal Caro           | 24 de junio | 16:00    |          |          |          |          |
|                       | Colina                     | 6 - 1     | Lautaro de Buin     |          | Manuel Rojas del Río    | 24 de junio | 17:30    |          |          |          |          |
|                       | Real San Joaquín           | 6 - 1     | Municipal Salamanca |          | Arturo Vidal            | 24 de junio | 19:00    |          |          |          |          |
|                       | Municipal Mejillones       | 1 - 1     | General Velásquez   |          | Municipal de Mejillones | 24 de junio | 20:00    |          |          |          |          |
|                       | Fernández Vial             | 2 - 0     | Gasparín FC         |          | Ester Roa Rebolledo     | 25 de junio | 15:30    |          |          |          |          |
|                       | Deportes Rengo             | 3 - 1     | Provincial Ovalle   |          | Guillermo Guzmán Díaz   | 2 de agosto | 20:00    |          |          |          |          |
| Libre: Chimbarongo FC |                            |           |                     |          |                         |             |          |          |          |          |          |

| Fecha 11                | Fecha 11            | Fecha 11  | Fecha 11                   | Fecha 11 | Fecha 11                  | Fecha 11    | Fecha 11 | Fecha 11 | Fecha 11 | Fecha 11 | Fecha 11 |
|                         | Local               | Resultado | Visitante                  |          | Estadio                   | Fecha       | Hora     |          |          |          |          |
| ----------------------- | ------------------- | --------- | -------------------------- | -------- | ------------------------- | ----------- | -------- | -------- | -------- | -------- | -------- |
|                         | Gasparín FC         | 0 - 2     | Deportes Rengo             |          | Municipal Lo Blanco       | 30 de junio | 12:00    |          |          |          |          |
|                         | Lautaro de Buin     | 4 - 2     | Deportivo Estación Central |          | Lautaro                   | 1 de julio  | 12:00    |          |          |          |          |
|                         | Municipal Salamanca | 3 - 4     | Colina                     |          | Municipal de Salamanca    | 1 de julio  | 15:00    |          |          |          |          |
|                         | Deportes Linares    | 1 - 1     | Fernández Vial             |          | Fiscal Tucapel Bustamante | 1 de julio  | 15:30    |          |          |          |          |
|                         | Provincial Ovalle   | 1 - 1     | Municipal Mejillones       |          | Municipal de Punitaqui    | 1 de julio  | 15:30    |          |          |          |          |
|                         | Tomás Greig FC      | 5 - 0     | Chimbarongo FC             |          | Guillermo Saavedra        | 1 de julio  | 17:00    |          |          |          |          |
|                         | General Velásquez   | 3 - 1     | Deportes Limache           |          | Augusto Rodríguez         | 1 de julio  | 19:30    |          |          |          |          |
| Libre: Real San Joaquín |                     |           |                            |          |                           |             |          |          |          |          |          |

| Fecha 12      | Fecha 12                   | Fecha 12  | Fecha 12            | Fecha 12 | Fecha 12                  | Fecha 12   | Fecha 12 | Fecha 12 | Fecha 12 | Fecha 12 | Fecha 12 |
|               | Local                      | Resultado | Visitante           |          | Estadio                   | Fecha      | Hora     |          |          |          |          |
| ------------- | -------------------------- | --------- | ------------------- | -------- | ------------------------- | ---------- | -------- | -------- | -------- | -------- | -------- |
|               | Deportes Limache           | 1 - 2     | Provincial Ovalle   |          | Ángel Navarrete Candia    | 8 de julio | 15:30    |          |          |          |          |
|               | Deportes Linares           | 0 - 2     | Lautaro de Buin     |          | Fiscal Tucapel Bustamante | 8 de julio | 15:30    |          |          |          |          |
|               | Chimbarongo FC             | 0 - 3     | General Velásquez   |          | Municipal de Chimbarongo  | 8 de julio | 16:00    |          |          |          |          |
|               | Real San Joaquín           | 5 - 2     | Tomás Greig FC      |          | Arturo Vidal              | 8 de julio | 19:00    |          |          |          |          |
|               | Municipal Mejillones       | 3 - 2     | Gasparín FC         |          | Municipal de Mejillones   | 8 de julio | 20:00    |          |          |          |          |
|               | Deportivo Estación Central | 0 - 0     | Municipal Salamanca |          | Cardenal Caro             | 9 de julio | 12:00    |          |          |          |          |
|               | Fernández Vial             | 2 - 2     | Deportes Rengo      |          | Ester Roa Rebolledo       | 9 de julio | 15:30    |          |          |          |          |
| Libre: Colina |                            |           |                     |          |                           |            |          |          |          |          |          |

| Fecha 13                          | Fecha 13            | Fecha 13  | Fecha 13             | Fecha 13 | Fecha 13                       | Fecha 13    | Fecha 13 | Fecha 13 | Fecha 13 | Fecha 13 | Fecha 13 |
|                                   | Local               | Resultado | Visitante            |          | Estadio                        | Fecha       | Hora     |          |          |          |          |
| --------------------------------- | ------------------- | --------- | -------------------- | -------- | ------------------------------ | ----------- | -------- | -------- | -------- | -------- | -------- |
|                                   | Municipal Salamanca | 2 - 5     | Deportes Linares     |          | Municipal de Salamanca         | 15 de julio | 15:00    |          |          |          |          |
|                                   | Provincial Ovalle   | 3 - 0     | Chimbarongo FC       |          | Municipal de Punitaqui         | 15 de julio | 15:30    |          |          |          |          |
|                                   | Deportes Rengo      | 3 - 2     | Municipal Mejillones |          | Guillermo Guzmán Díaz          | 16 de julio | 15:30    |          |          |          |          |
|                                   | Tomás Greig FC      | 2 - 0     | Colina               |          | Guillermo Saavedra             | 16 de julio | 16:00    |          |          |          |          |
|                                   | Gasparín FC         | 0 - 2     | Deportes Limache     |          | Almirante Latorre de San Ramón | 19 de julio | 12:00    |          |          |          |          |
|                                   | Lautaro de Buin     | 2 - 1     | Fernández Vial       |          | Lautaro                        | 26 de julio | 18:30    |          |          |          |          |
|                                   | General Velásquez   | 1 - 0     | Real San Joaquín     |          | Augusto Rodríguez              | 27 de julio | 20:00    |          |          |          |          |
| Libre: Deportivo Estación Central |                     |           |                      |          |                                |             |          |          |          |          |          |

| Fecha 14                | Fecha 14                   | Fecha 14  | Fecha 14             | Fecha 14 | Fecha 14                 | Fecha 14    | Fecha 14 | Fecha 14 | Fecha 14 | Fecha 14 | Fecha 14 |
|                         | Local                      | Resultado | Visitante            |          | Estadio                  | Fecha       | Hora     |          |          |          |          |
| ----------------------- | -------------------------- | --------- | -------------------- | -------- | ------------------------ | ----------- | -------- | -------- | -------- | -------- | -------- |
|                         | Colina                     | 2 - 2     | General Velásquez    |          | Manuel Rojas del Río     | 22 de julio | 15:00    |          |          |          |          |
|                         | Lautaro de Buin            | 0 - 1     | Municipal Salamanca  |          | Lautaro                  | 22 de julio | 15:00    |          |          |          |          |
|                         | Deportes Limache           | 3 - 1     | Deportes Rengo       |          | Ángel Navarrete Candia   | 22 de julio | 15:30    |          |          |          |          |
|                         | Chimbarongo FC             | 1 - 3     | Gasparín FC          |          | Municipal de Chimbarongo | 22 de julio | 16:00    |          |          |          |          |
|                         | Real San Joaquín           | 2 - 0     | Provincial Ovalle    |          | Arturo Vidal             | 22 de julio | 19:00    |          |          |          |          |
|                         | Deportivo Estación Central | 0 - 0     | Tomás Greig FC       |          | Cardenal Caro            | 23 de julio | 12:00    |          |          |          |          |
|                         | Fernández Vial             | 3 - 1     | Municipal Mejillones |          | Ester Roa Rebolledo      | 23 de julio | 15:30    |          |          |          |          |
| Libre: Deportes Linares |                            |           |                      |          |                          |             |          |          |          |          |          |

| Fecha 15               | Fecha 15             | Fecha 15  | Fecha 15                   | Fecha 15 | Fecha 15                | Fecha 15    | Fecha 15 | Fecha 15 | Fecha 15 | Fecha 15 | Fecha 15 |
|                        | Local                | Resultado | Visitante                  |          | Estadio                 | Fecha       | Hora     |          |          |          |          |
| ---------------------- | -------------------- | --------- | -------------------------- | -------- | ----------------------- | ----------- | -------- | -------- | -------- | -------- | -------- |
|                        | Municipal Salamanca  | 0 - 1     | Fernández Vial             |          | Municipal de Salamanca  | 29 de julio | 15:00    |          |          |          |          |
|                        | Provincial Ovalle    | 1 - 2     | Colina                     |          | Municipal de Punitaqui  | 29 de julio | 15:30    |          |          |          |          |
|                        | Deportes Rengo       | 1 - 0     | Chimbarongo FC             |          | Guillermo Guzmán Díaz   | 29 de julio | 15:30    |          |          |          |          |
|                        | Municipal Mejillones | 1 - 3     | Deportes Limache           |          | Municipal de Mejillones | 29 de julio | 20:00    |          |          |          |          |
|                        | Gasparín FC          | 3 - 3     | Real San Joaquín           |          | Municipal Lo Blanco     | 30 de julio | 15:45    |          |          |          |          |
|                        | General Velásquez    | 2 - 1     | Deportivo Estación Central |          | Augusto Rodríguez       | 30 de julio | 16:00    |          |          |          |          |
|                        | Tomás Greig FC       | 1 - 1     | Deportes Linares           |          | Guillermo Saavedra      | 30 de julio | 16:00    |          |          |          |          |
| Libre: Lautaro de Buin |                      |           |                            |          |                         |             |          |          |          |          |          |

### Segunda rueda
| Fecha 16                   | Fecha 16             | Fecha 16  | Fecha 16                   | Fecha 16 | Fecha 16                | Fecha 16    | Fecha 16 | Fecha 16 | Fecha 16 | Fecha 16 | Fecha 16 |
|                            | Local                | Resultado | Visitante                  |          | Estadio                 | Fecha       | Hora     |          |          |          |          |
| -------------------------- | -------------------- | --------- | -------------------------- | -------- | ----------------------- | ----------- | -------- | -------- | -------- | -------- | -------- |
|                            | Provincial Ovalle    | 1 - 0     | Deportivo Estación Central |          | Municipal de Punitaqui  | 5 de agosto | 16:00    |          |          |          |          |
|                            | Municipal Mejillones | 2 - 1     | Chimbarongo FC             |          | Municipal de Mejillones | 5 de agosto | 20:00    |          |          |          |          |
|                            | Fernández Vial       | 2 - 0     | Deportes Limache           |          | Ester Roa Rebolledo     | 6 de agosto | 15:30    |          |          |          |          |
|                            | Gasparín FC          | 0 - 0     | Colina                     |          | Municipal Lo Blanco     | 6 de agosto | 15:45    |          |          |          |          |
|                            | Deportes Rengo       | 2 - 1     | Real San Joaquín           |          | Guillermo Guzmán Díaz   | 6 de agosto | 16:00    |          |          |          |          |
|                            | General Velásquez    | 2 - 1     | Deportes Linares           |          | Augusto Rodríguez       | 6 de agosto | 16:00    |          |          |          |          |
|                            | Tomás Greig FC       | 4 - 2     | Lautaro de Buin            |          | Guillermo Saavedra      | 6 de agosto | 17:00    |          |          |          |          |
| Libre: Municipal Salamanca |                      |           |                            |          |                         |             |          |          |          |          |          |

| Fecha 17              | Fecha 17                   | Fecha 17  | Fecha 17             | Fecha 17 | Fecha 17                   | Fecha 17        | Fecha 17 | Fecha 17 | Fecha 17 | Fecha 17 | Fecha 17 |
|                       | Local                      | Resultado | Visitante            |          | Estadio                    | Fecha           | Hora     |          |          |          |          |
| --------------------- | -------------------------- | --------- | -------------------- | -------- | -------------------------- | --------------- | -------- | -------- | -------- | -------- | -------- |
|                       | Deportes Linares           | 1 - 0     | Provincial Ovalle    |          | Fiscal Tucapel Bustamante  | 12 de agosto    | 16:00    |          |          |          |          |
|                       | Colina                     | 2 - 1     | Deportes Rengo       |          | Manuel Rojas del Río       | 12 de agosto    | 17:00    |          |          |          |          |
|                       | Lautaro de Buin            | 1 - 2     | General Velásquez    |          | Lautaro                    | 12 de agosto    | 18:30    |          |          |          |          |
|                       | Real San Joaquín           | 4 - 1     | Municipal Mejillones |          | Arturo Vidal               | 12 de agosto    | 19:00    |          |          |          |          |
|                       | Deportivo Estación Central | 5 - 2     | Gasparín FC          |          | Cardenal Caro              | 13 de agosto    | 12:00    |          |          |          |          |
|                       | Municipal Salamanca        | 4 - 0     | Tomás Greig FC       |          | Municipal de Salamanca N°2 | 16 de agosto    | 15:00    |          |          |          |          |
|                       | Chimbarongo FC             | 1 - 2     | Deportes Limache     |          | Municipal de Chimbarongo   | 6 de septiembre | 18:00    |          |          |          |          |
| Libre: Fernández Vial |                            |           |                      |          |                            |                 |          |          |          |          |          |

| Fecha 18              | Fecha 18             | Fecha 18  | Fecha 18                   | Fecha 18 | Fecha 18                | Fecha 18         | Fecha 18 | Fecha 18 | Fecha 18 | Fecha 18 | Fecha 18 |
|                       | Local                | Resultado | Visitante                  |          | Estadio                 | Fecha            | Hora     |          |          |          |          |
| --------------------- | -------------------- | --------- | -------------------------- | -------- | ----------------------- | ---------------- | -------- | -------- | -------- | -------- | -------- |
|                       | Deportes Limache     | 5 - 1     | Real San Joaquín           |          | Ángel Navarrete Candia  | 19 de agosto     | 16:00    |          |          |          |          |
|                       | Provincial Ovalle    | 0 - 1     | Lautaro de Buin            |          | Municipal de Punitaqui  | 19 de agosto     | 16:00    |          |          |          |          |
|                       | Municipal Mejillones | 0 - 1     | Colina                     |          | Municipal de Mejillones | 19 de agosto     | 20:00    |          |          |          |          |
|                       | Fernández Vial       | 5 - 0     | Chimbarongo FC             |          | Ester Roa Rebolledo     | 20 de agosto     | 15:30    |          |          |          |          |
|                       | Gasparín FC          | 0 - 4     | Deportes Linares           |          | Municipal Lo Blanco     | 20 de agosto     | 16:30    |          |          |          |          |
|                       | General Velásquez    | 3 - 2     | Municipal Salamanca        |          | Augusto Rodríguez       | 20 de agosto     | 17:00    |          |          |          |          |
|                       | Deportes Rengo       | 4 - 0     | Deportivo Estación Central |          | Guillermo Guzmán Díaz   | 14 de septiembre | 20:00    |          |          |          |          |
| Libre: Tomás Greig FC |                      |           |                            |          |                         |                  |          |          |          |          |          |

| Fecha 19                 | Fecha 19                   | Fecha 19  | Fecha 19             | Fecha 19 | Fecha 19                   | Fecha 19     | Fecha 19 | Fecha 19 | Fecha 19 | Fecha 19 | Fecha 19 |
|                          | Local                      | Resultado | Visitante            |          | Estadio                    | Fecha        | Hora     |          |          |          |          |
| ------------------------ | -------------------------- | --------- | -------------------- | -------- | -------------------------- | ------------ | -------- | -------- | -------- | -------- | -------- |
|                          | Lautaro de Buin            | 2 - 1     | Gasparín FC          |          | Lautaro                    | 26 de agosto | 15:00    |          |          |          |          |
|                          | Municipal Salamanca        | 3 - 1     | Provincial Ovalle    |          | Municipal de Salamanca N°2 | 26 de agosto | 16:00    |          |          |          |          |
|                          | Deportes Linares           | 1 - 2     | Deportes Rengo       |          | Fiscal Tucapel Bustamante  | 26 de agosto | 16:30    |          |          |          |          |
|                          | Colina                     | 3 - 2     | Deportes Limache     |          | Manuel Rojas del Río       | 26 de agosto | 17:00    |          |          |          |          |
|                          | Tomás Greig FC             | 1 - 1     | Fernández Vial       |          | Patricio Mekis             | 26 de agosto | 17:00    |          |          |          |          |
|                          | Deportivo Estación Central | 1 - 1     | Municipal Mejillones |          | Cardenal Caro              | 27 de agosto | 15:00    |          |          |          |          |
|                          | Real San Joaquín           | 7 - 0     | Chimbarongo FC       |          | Arturo Vidal               | 27 de agosto | 17:00    |          |          |          |          |
| Libre: General Velásquez |                            |           |                      |          |                            |              |          |          |          |          |          |

| Fecha 20                 | Fecha 20             | Fecha 20  | Fecha 20                   | Fecha 20 | Fecha 20                 | Fecha 20        | Fecha 20 | Fecha 20 | Fecha 20 | Fecha 20 | Fecha 20 |
|                          | Local                | Resultado | Visitante                  |          | Estadio                  | Fecha           | Hora     |          |          |          |          |
| ------------------------ | -------------------- | --------- | -------------------------- | -------- | ------------------------ | --------------- | -------- | -------- | -------- | -------- | -------- |
|                          | Deportes Limache     | 0 - 1     | Deportivo Estación Central |          | Ángel Navarrete Candia   | 2 de septiembre | 12:00    |          |          |          |          |
|                          | Chimbarongo FC       | 2 - 1     | Colina                     |          | Municipal de Chimbarongo | 2 de septiembre | 18:00    |          |          |          |          |
|                          | Municipal Mejillones | 0 - 1     | Deportes Linares           |          | Municipal de Mejillones  | 2 de septiembre | 20:00    |          |          |          |          |
|                          | Deportes Rengo       | 0 - 2     | Lautaro de Buin            |          | Guillermo Guzmán Díaz    | 3 de septiembre | 16:00    |          |          |          |          |
|                          | Fernández Vial       | 3 - 1     | Real San Joaquín           |          | Ester Roa Rebolledo      | 3 de septiembre | 16:30    |          |          |          |          |
|                          | Gasparín FC          | 2 - 1     | Municipal Salamanca        |          | Municipal Lo Blanco      | 3 de septiembre | 16:30    |          |          |          |          |
|                          | General Velásquez    | 2 - 0     | Tomás Greig FC             |          | Augusto Rodríguez        | 3 de septiembre | 17:00    |          |          |          |          |
| Libre: Provincial Ovalle |                      |           |                            |          |                          |                 |          |          |          |          |          |

| Fecha 21           | Fecha 21                   | Fecha 21  | Fecha 21             | Fecha 21 | Fecha 21                     | Fecha 21         | Fecha 21 | Fecha 21 | Fecha 21 | Fecha 21 | Fecha 21 |
|                    | Local                      | Resultado | Visitante            |          | Estadio                      | Fecha            | Hora     |          |          |          |          |
| ------------------ | -------------------------- | --------- | -------------------- | -------- | ---------------------------- | ---------------- | -------- | -------- | -------- | -------- | -------- |
|                    | Municipal Salamanca        | 1 - 2     | Deportes Rengo       |          | Municipal de Salamanca N.º 2 | 9 de septiembre  | 15:00    |          |          |          |          |
|                    | Colina                     | 4 - 1     | Real San Joaquín     |          | Manuel Rojas del Río         | 9 de septiembre  | 17:00    |          |          |          |          |
|                    | Deportes Linares           | 0 - 1     | Deportes Limache     |          | Fiscal Tucapel Bustamante    | 9 de septiembre  | 17:00    |          |          |          |          |
|                    | Lautaro de Buin            | 3 - 0     | Municipal Mejillones |          | Lautaro                      | 9 de septiembre  | 18:00    |          |          |          |          |
|                    | Tomás Greig FC             | 7 - 2     | Provincial Ovalle    |          | Guillermo Saavedra           | 9 de septiembre  | 18:00    |          |          |          |          |
|                    | Deportivo Estación Central | 8 - 0     | Chimbarongo FC       |          | Cardenal Caro                | 9 de septiembre  | 20:00    |          |          |          |          |
|                    | General Velásquez          | 3 - 2     | Fernández Vial       |          | Augusto Rodríguez            | 10 de septiembre | 17:00    |          |          |          |          |
| Libre: Gasparín FC |                            |           |                      |          |                              |                  |          |          |          |          |          |

| Fecha 22              | Fecha 22             | Fecha 22  | Fecha 22                   | Fecha 22 | Fecha 22                 | Fecha 22         | Fecha 22 | Fecha 22 | Fecha 22 | Fecha 22 | Fecha 22 |
|                       | Local                | Resultado | Visitante                  |          | Estadio                  | Fecha            | Hora     |          |          |          |          |
| --------------------- | -------------------- | --------- | -------------------------- | -------- | ------------------------ | ---------------- | -------- | -------- | -------- | -------- | -------- |
|                       | Deportes Limache     | 3 - 0     | Lautaro de Buin            |          | Ángel Navarrete Candia   | 24 de septiembre | 12:00    |          |          |          |          |
|                       | Municipal Mejillones | 2 - 2     | Municipal Salamanca        |          | Municipal de Mejillones  | 24 de septiembre | 16:00    |          |          |          |          |
|                       | Provincial Ovalle    | 0 - 2     | General Velásquez          |          | Municipal de Punitaqui   | 24 de septiembre | 16:30    |          |          |          |          |
|                       | Chimbarongo FC       | 0 - 3     | Deportes Linares           |          | Municipal de Chimbarongo | 24 de septiembre | 18:00    |          |          |          |          |
|                       | Fernández Vial       | 3 - 1     | Colina                     |          | Ester Roa Rebolledo      | 25 de septiembre | 16:30    |          |          |          |          |
|                       | Gasparín FC          | 0 - 1     | Tomás Greig FC             |          | Municipal Lo Blanco      | 25 de septiembre | 16:30    |          |          |          |          |
|                       | Real San Joaquín     | 1 - 0     | Deportivo Estación Central |          | Arturo Vidal             | 25 de septiembre | 17:00    |          |          |          |          |
| Libre: Deportes Rengo |                      |           |                            |          |                          |                  |          |          |          |          |          |

| Fecha 23                    | Fecha 23                   | Fecha 23  | Fecha 23         | Fecha 23 | Fecha 23                     | Fecha 23         | Fecha 23 | Fecha 23 | Fecha 23 | Fecha 23 | Fecha 23 |
|                             | Local                      | Resultado | Visitante        |          | Estadio                      | Fecha            | Hora     |          |          |          |          |
| --------------------------- | -------------------------- | --------- | ---------------- | -------- | ---------------------------- | ---------------- | -------- | -------- | -------- | -------- | -------- |
|                             | Lautaro de Buin            | 3 - 1     | Chimbarongo FC   |          | Lautaro                      | 29 de septiembre | 20:00    |          |          |          |          |
|                             | Municipal Salamanca        | 1 - 1     | Deportes Limache |          | Municipal de Salamanca N.º 2 | 30 de septiembre | 15:00    |          |          |          |          |
|                             | Deportes Linares           | 0 - 0     | Real San Joaquín |          | Fiscal Tucapel Bustamante    | 30 de septiembre | 17:00    |          |          |          |          |
|                             | Provincial Ovalle          | 1 - 1     | Fernández Vial   |          | Municipal de Punitaqui       | 30 de septiembre | 20:00    |          |          |          |          |
|                             | Deportivo Estación Central | 0 - 1     | Colina           |          | Cardenal Caro                | 1 de octubre     | 12:00    |          |          |          |          |
|                             | Tomás Greig FC             | 2 - 1     | Deportes Rengo   |          | Guillermo Saavedra           | 1 de octubre     | 16:00    |          |          |          |          |
|                             | General Velásquez          | 2 - 0     | Gasparín FC      |          | Augusto Rodríguez            | 1 de octubre     | 17:00    |          |          |          |          |
| Libre: Municipal Mejillones |                            |           |                  |          |                              |                  |          |          |          |          |          |

| Fecha 24                | Fecha 24             | Fecha 24  | Fecha 24                   | Fecha 24 | Fecha 24                | Fecha 24     | Fecha 24 | Fecha 24 | Fecha 24 | Fecha 24 | Fecha 24 |
|                         | Local                | Resultado | Visitante                  |          | Estadio                 | Fecha        | Hora     |          |          |          |          |
| ----------------------- | -------------------- | --------- | -------------------------- | -------- | ----------------------- | ------------ | -------- | -------- | -------- | -------- | -------- |
|                         | Chimbarongo FC       | 0 - 1     | Municipal Salamanca        |          | Chile                   | 7 de octubre | 12:00    |          |          |          |          |
|                         | Gasparín FC          | 0 - 1     | Provincial Ovalle          |          | San Gregorio            | 7 de octubre | 12:00    |          |          |          |          |
|                         | Municipal Mejillones | 0 - 0     | Tomás Greig FC             |          | Municipal de Mejillones | 7 de octubre | 16:00    |          |          |          |          |
|                         | Colina               | 1 - 0     | Deportes Linares           |          | Manuel Rojas del Río    | 7 de octubre | 17:00    |          |          |          |          |
|                         | Deportes Rengo       | 1 - 0     | General Velásquez          |          | Guillermo Guzmán Díaz   | 8 de octubre | 16:00    |          |          |          |          |
|                         | Fernández Vial       | 3 - 0     | Deportivo Estación Central |          | Ester Roa Rebolledo     | 8 de octubre | 16:30    |          |          |          |          |
|                         | Real San Joaquín     | 4 - 2     | Lautaro de Buin            |          | Arturo Vidal            | 8 de octubre | 17:00    |          |          |          |          |
| Libre: Deportes Limache |                      |           |                            |          |                         |              |          |          |          |          |          |

| Fecha 25              | Fecha 25            | Fecha 25  | Fecha 25                   | Fecha 25 | Fecha 25                      | Fecha 25      | Fecha 25 | Fecha 25 | Fecha 25 | Fecha 25 | Fecha 25 |
|                       | Local               | Resultado | Visitante                  |          | Estadio                       | Fecha         | Hora     |          |          |          |          |
| --------------------- | ------------------- | --------- | -------------------------- | -------- | ----------------------------- | ------------- | -------- | -------- | -------- | -------- | -------- |
|                       | Gasparín FC         | 1 - 2     | Fernández Vial             |          | Municipal de La Pintana       | 13 de octubre | 15:30    |          |          |          |          |
|                       | Lautaro de Buin     | 0 - 2     | Colina                     |          | Lautaro                       | 14 de octubre | 12:30    |          |          |          |          |
|                       | Municipal Salamanca | 2 - 2     | Real San Joaquín           |          | Municipal de Salamanca N°1    | 14 de octubre | 15:00    |          |          |          |          |
|                       | Provincial Ovalle   | 0 - 1     | Deportes Rengo             |          | Municipal de Punitaqui        | 14 de octubre | 18:00    |          |          |          |          |
|                       | Tomás Greig FC      | 0 - 2     | Deportes Limache           |          | Complejo Deportivo Nororiente | 14 de octubre | 18:00    |          |          |          |          |
|                       | Deportes Linares    | 5 - 1     | Deportivo Estación Central |          | Fiscal Tucapel Bustamante     | 15 de octubre | 17:00    |          |          |          |          |
|                       | General Velásquez   | 1 - 1     | Municipal Mejillones       |          | Augusto Rodríguez             | 15 de octubre | 17:00    |          |          |          |          |
| Libre: Chimbarongo FC |                     |           |                            |          |                               |               |          |          |          |          |          |

| Fecha 26                | Fecha 26                   | Fecha 26  | Fecha 26            | Fecha 26 | Fecha 26                 | Fecha 26      | Fecha 26 | Fecha 26 | Fecha 26 | Fecha 26 | Fecha 26 |
|                         | Local                      | Resultado | Visitante           |          | Estadio                  | Fecha         | Hora     |          |          |          |          |
| ----------------------- | -------------------------- | --------- | ------------------- | -------- | ------------------------ | ------------- | -------- | -------- | -------- | -------- | -------- |
|                         | Municipal Mejillones       | 3 - 0     | Provincial Ovalle   |          | Municipal de Mejillones  | 21 de octubre | 16:00    |          |          |          |          |
|                         | Fernández Vial             | 1 - 1     | Deportes Linares    |          | Ester Roa Rebolledo      | 21 de octubre | 16:30    |          |          |          |          |
|                         | Deportes Limache           | 1 - 1     | General Velásquez   |          | Ángel Navarrete Candia   | 21 de octubre | 17:00    |          |          |          |          |
|                         | Colina                     | 2 - 1     | Municipal Salamanca |          | Manuel Rojas del Río     | 21 de octubre | 17:00    |          |          |          |          |
|                         | Chimbarongo FC             | 1 - 0     | Tomás Greig FC      |          | Municipal de Chimbarongo | 21 de octubre | 17:00    |          |          |          |          |
|                         | Deportes Rengo             | 2 - 0     | Gasparín FC         |          | Guillermo Guzmán Díaz    | 21 de octubre | 19:00    |          |          |          |          |
|                         | Deportivo Estación Central | 1 - 1     | Lautaro de Buin     |          | Triángulo                | 22 de octubre | 16:00    |          |          |          |          |
| Libre: Real San Joaquín |                            |           |                     |          |                          |               |          |          |          |          |          |

| Fecha 27      | Fecha 27            | Fecha 27  | Fecha 27                   | Fecha 27 | Fecha 27                      | Fecha 27      | Fecha 27 | Fecha 27 | Fecha 27 | Fecha 27 | Fecha 27 |
|               | Local               | Resultado | Visitante                  |          | Estadio                       | Fecha         | Hora     |          |          |          |          |
| ------------- | ------------------- | --------- | -------------------------- | -------- | ----------------------------- | ------------- | -------- | -------- | -------- | -------- | -------- |
|               | Municipal Salamanca | 2 - 2     | Deportivo Estación Central |          | Municipal de Salamanca N°1    | 27 de octubre | 15:00    |          |          |          |          |
|               | Gasparín FC         | 0 - 1     | Municipal Mejillones       |          | Municipal Lo Blanco           | 27 de octubre | 16:30    |          |          |          |          |
|               | General Velásquez   | 4 - 0     | Chimbarongo FC             |          | Augusto Rodríguez             | 27 de octubre | 17:00    |          |          |          |          |
|               | Lautaro de Buin     | 3 - 0     | Deportes Linares           |          | Lautaro                       | 27 de octubre | 18:00    |          |          |          |          |
|               | Tomás Greig FC      | 1 - 4     | Real San Joaquín           |          | Complejo Deportivo Nororiente | 27 de octubre | 18:00    |          |          |          |          |
|               | Provincial Ovalle   | 1 - 2     | Deportes Limache           |          | Municipal de Punitaqui        | 28 de octubre | 17:00    |          |          |          |          |
|               | Deportes Rengo      | 0 - 0     | Fernández Vial             |          | Guillermo Guzmán Díaz         | 28 de octubre | 18:00    |          |          |          |          |
| Libre: Colina |                     |           |                            |          |                               |               |          |          |          |          |          |

| Fecha 28                          | Fecha 28             | Fecha 28  | Fecha 28            | Fecha 28 | Fecha 28                  | Fecha 28       | Fecha 28 | Fecha 28 | Fecha 28 | Fecha 28 | Fecha 28 |
|                                   | Local                | Resultado | Visitante           |          | Estadio                   | Fecha          | Hora     |          |          |          |          |
| --------------------------------- | -------------------- | --------- | ------------------- | -------- | ------------------------- | -------------- | -------- | -------- | -------- | -------- | -------- |
|                                   | Municipal Mejillones | 2 - 4     | Deportes Rengo      |          | Municipal de Mejillones   | 4 de noviembre | 16:00    |          |          |          |          |
|                                   | Deportes Limache     | 4 - 2     | Gasparín FC         |          | Ángel Navarrete Candia    | 4 de noviembre | 16:00    |          |          |          |          |
|                                   | Chimbarongo FC       | 5 - 2     | Provincial Ovalle   |          | Municipal de Chimbarongo  | 4 de noviembre | 17:00    |          |          |          |          |
|                                   | Deportes Linares     | 6 - 2     | Municipal Salamanca |          | Fiscal Tucapel Bustamante | 4 de noviembre | 18:00    |          |          |          |          |
|                                   | Colina               | 2 - 0     | Tomás Greig FC      |          | Manuel Rojas del Río      | 4 de noviembre | 18:00    |          |          |          |          |
|                                   | Real San Joaquín     | 0 - 1     | General Velásquez   |          | Arturo Vidal              | 4 de noviembre | 19:00    |          |          |          |          |
|                                   | Fernández Vial       | 0 - 0     | Lautaro de Buin     |          | Ester Roa Rebolledo       | 5 de noviembre | 17:00    |          |          |          |          |
| Libre: Deportivo Estación Central |                      |           |                     |          |                           |                |          |          |          |          |          |

| Fecha 29                | Fecha 29             | Fecha 29  | Fecha 29                   | Fecha 29 | Fecha 29                     | Fecha 29        | Fecha 29 | Fecha 29 | Fecha 29 | Fecha 29 | Fecha 29 |
|                         | Local                | Resultado | Visitante                  |          | Estadio                      | Fecha           | Hora     |          |          |          |          |
| ----------------------- | -------------------- | --------- | -------------------------- | -------- | ---------------------------- | --------------- | -------- | -------- | -------- | -------- | -------- |
|                         | Gasparín FC          | 3 - 1     | Chimbarongo FC             |          | Municipal Lo Blanco          | 10 de noviembre | 13:00    |          |          |          |          |
|                         | Municipal Salamanca  | 4 - 1     | Lautaro de Buin            |          | Municipal de Salamanca N.º 2 | 11 de noviembre | 15:00    |          |          |          |          |
|                         | General Velásquez    | 0 - 2     | Colina                     |          | Augusto Rodríguez            | 11 de noviembre | 16:00    |          |          |          |          |
|                         | Municipal Mejillones | 0 - 3     | Fernández Vial             |          | Municipal de Mejillones      | 11 de noviembre | 16:00    |          |          |          |          |
|                         | Deportes Rengo       | 2 - 1     | Deportes Limache           |          | Guillermo Guzmán Díaz        | 11 de noviembre | 16:00    |          |          |          |          |
|                         | Provincial Ovalle    | 3 - 3     | Real San Joaquín           |          | Diaguita                     | 11 de noviembre | 18:00    |          |          |          |          |
|                         | Tomás Greig FC       | 5 - 4     | Deportivo Estación Central |          | Guillermo Saavedra           | 11 de noviembre | 18:30    |          |          |          |          |
| Libre: Deportes Linares |                      |           |                            |          |                              |                 |          |          |          |          |          |

| Fecha 30               | Fecha 30                   | Fecha 30  | Fecha 30             | Fecha 30 | Fecha 30                  | Fecha 30        | Fecha 30 | Fecha 30 | Fecha 30 | Fecha 30 | Fecha 30 |
|                        | Local                      | Resultado | Visitante            |          | Estadio                   | Fecha           | Hora     |          |          |          |          |
| ---------------------- | -------------------------- | --------- | -------------------- | -------- | ------------------------- | --------------- | -------- | -------- | -------- | -------- | -------- |
|                        | Real San Joaquín           | 3 - 2     | Gasparín FC          |          | El Pinar                  | 17 de noviembre | 17:00    |          |          |          |          |
|                        | Deportes Linares           | 1 - 1     | Tomás Greig FC       |          | Fiscal Tucapel Bustamante | 17 de noviembre | 20:00    |          |          |          |          |
|                        | Deportes Limache           | 2 - 3     | Municipal Mejillones |          | Ángel Navarrete Candia    | 17 de noviembre | 20:00    |          |          |          |          |
|                        | Fernández Vial             | 5 - 0     | Municipal Salamanca  |          | Ester Roa Rebolledo       | 18 de noviembre | 17:00    |          |          |          |          |
|                        | Colina                     | 5 - 2     | Provincial Ovalle    |          | Manuel Rojas del Río      | 18 de noviembre | 17:00    |          |          |          |          |
|                        | Chimbarongo FC             | 1 - 9     | Deportes Rengo       |          | Municipal de Malloa       | 18 de noviembre | 17:00    |          |          |          |          |
|                        | Deportivo Estación Central | 1 - 4     | General Velásquez    |          | Cardenal Caro             | 18 de noviembre | 17:00    |          |          |          |          |
| Libre: Lautaro de Buin |                            |           |                      |          |                           |                 |          |          |          |          |          |

## Cuadro final
| Cuadro de Honor   | Cuadro de Honor | Cuadro de Honor                                        |
| Equipo            | Premio          | Título(s)                                              |
| ----------------- | --------------- | ------------------------------------------------------ |
| General Velásquez | Campeón         |                                                        |
| Fernández Vial    | Subcampeón      | 2011 · 2017                                            |
| Otros             |                 |                                                        |
| Deportes Rengo    | Tercer lugar    | se mantiene en tercera división para la temporada 2018 |
| AC Colina         | Cuarto lugar    | se mantiene en tercera división para la temporada 2018 |

## Goleadores
Actualizado el 20 de noviembre de 2017.

| Top 10           | Top 10                     | Top 10 |
| ---------------- | -------------------------- | ------ |
| Jugador          | Equipo                     | Goles  |
| Gonzalo Tapia    | Real San Joaquín           | 25     |
| Jonathan Vásquez | Municipal Salamanca        | 18     |
| Carlos Sepúlveda | General Velásquez          | 16     |
| Luis Carvajal    | Deportes Colina            | 13     |
| Michel Lagos     | Tomás Greig FC             | 12     |
| Jesús Carrillo   | Tomás Greig FC             | 11     |
| Daniel Castro    | Deportes Limache           | 10     |
| Mairon Lobos     | Deportes Rengo             | 10     |
| Bernardo Correa  | Deportivo Estación Central | 10     |
| Felipe Molina    | Real San Joaquín           | 10     |

| Tabla de goleadores completa | Tabla de goleadores completa | Tabla de goleadores completa |
| ---------------------------- | ---------------------------- | ---------------------------- |
| Jugador                      | Equipo                       | Goles                        |
| Matías Zamora                | Deportes Limache             | 9                            |
| Aarón Araya                  | Deportes Linares             | 9                            |
| Yerko García                 | Fernández Vial               | 9                            |
| Juan Pablo Carrasco          | Colina                       | 8                            |
| Juan José Vega               | Colina                       | 8                            |
| Álex Díaz                    | Deportes Rengo               | 8                            |
| Freddy Barahona              | Fernández Vial               | 8                            |
| Felipe Palacios              | Municipal Mejillones         | 8                            |
| Lucas Mondaca                | Deportes Linares             | 7                            |
| Edgar Saldaña                | Deportes Rengo               | 7                            |
| Manuel Paiva                 | Fernández Vial               | 7                            |
| Manuel Allende               | Gasparín FC                  | 7                            |
| Kevin Valencia               | Municipal Mejillones         | 7                            |
| Felipe Medina                | Tomás Greig FC               | 7                            |
| Felipe Durán                 | Deportes Limache             | 6                            |
| Mauricio Rivera              | Deportes Linares             | 6                            |
| Diego Carrasco               | Deportes Rengo               | 6                            |
| Álvaro Palma                 | Deportes Rengo               | 6                            |
| Ernesto Rojas                | Deportes Rengo               | 6                            |
| Matías Pérez                 | General Velásquez            | 6                            |
| Carlos Carrasco              | Lautaro de Buin              | 6                            |
| Juan Cabrera                 | Municipal Salamanca          | 6                            |
| Alejandro Garrote            | Provincial Ovalle            | 6                            |
| Gabriel Navarrete            | Chimbarongo FC               | 5                            |
| Bastián Lecaros              | Colina                       | 5                            |
| Patricio Troncoso            | Deportes Limache             | 5                            |
| Luciano Meneses              | Deportivo Estación Central   | 5                            |
| Kevin Guajardo               | Fernández Vial               | 5                            |
| Jorge Pacheco                | General Velásquez            | 5                            |
| Sebastián Lara               | Lautaro de Buin              | 5                            |
| Mauricio Segura              | Lautaro de Buin              | 5                            |
| Jean Aguirre                 | Chimbarongo FC               | 4                            |
| Jorge Muñoz                  | Colina                       | 4                            |
| Diego Aguilera               | Deportes Limache             | 4                            |
| Bryan Chepulich              | Deportes Limache             | 4                            |
| Alejandro Fariña             | Deportes Linares             | 4                            |
| Cristián Liencura            | Deportes Linares             | 4                            |
| Francisco Godoy              | Deportivo Estación Central   | 4                            |
| José Isla                    | Fernández Vial               | 4                            |
| Joaquín Muñoz                | Fernández Vial               | 4                            |
| Pascual de Gregorio          | Gasparín FC                  | 4                            |
| Diego Pinto                  | Gasparín FC                  | 4                            |
| Ignacio Ampuero              | General Velásquez            | 4                            |
| Luis Fuentes                 | General Velásquez            | 4                            |
| Lenin González               | Lautaro de Buin              | 4                            |
| Fabio Jiménez                | Lautaro de Buin              | 4                            |
| Alexander Pavez              | Lautaro de Buin              | 4                            |
| Felipe Herrera               | Municipal Mejillones         | 4                            |
| Joao Ríos                    | Municipal Mejillones         | 4                            |
| Matías Saavedra              | Municipal Mejillones         | 4                            |
| Francisco Pastén             | Municipal Salamanca          | 4                            |
| Claudio Llancavil            | Real San Joaquín             | 4                            |
| Luca Pontigo                 | Real San Joaquín             | 4                            |
| Bryan Pavez                  | Tomás Greig FC               | 4                            |
| Cristóbal Orellana           | Chimbarongo FC               | 3                            |
| Lucas Faúndez                | Colina                       | 3                            |
| Felipe Valeria               | Colina                       | 3                            |
| Yonathan Andía               | Deportes Limache             | 3                            |
| Diego Fuentes                | Deportes Linares             | 3                            |
| Manuel Cerón                 | Deportes Rengo               | 3                            |
| Javier Fernández             | Deportivo Estación Central   | 3                            |
| Josías Pizarro               | Deportivo Estación Central   | 3                            |
| Kevin Pohler                 | Deportivo Estación Central   | 3                            |
| Guillermo Avello             | Fernández Vial               | 3                            |
| Marco Montecinos             | Gasparín FC                  | 3                            |
| Johanny Morales              | Gasparín FC                  | 3                            |
| Ignacio Arce                 | General Velásquez            | 3                            |
| Javier Macías                | General Velásquez            | 3                            |
| Pablo Carrasco               | Lautaro de Buin              | 3                            |
| Vicente Olivarez             | Municipal Salamanca          | 3                            |
| Matías Riquelme              | Municipal Salamanca          | 3                            |
| Angelo Silva                 | Municipal Salamanca          | 3                            |
| Rodrigo Rojas                | Provincial Ovalle            | 3                            |
| Bryan Núñez                  | Real San Joaquín             | 3                            |
| Elson Torres                 | Real San Joaquín             | 3                            |
| John Candia                  | Colina                       | 2                            |
| Jordan Ortíz                 | Colina                       | 2                            |
| Felipe Retamal               | Colina                       | 2                            |
| Javier Guzmán                | Deportes Limache             | 2                            |
| Fabián Pizarro               | Deportes Limache             | 2                            |
| Marco Arriagada              | Deportes Linares             | 2                            |
| Eliecer Pérez                | Deportes Linares             | 2                            |
| José Rojas                   | Deportes Linares             | 2                            |
| Jesús Sierra                 | Deportes Linares             | 2                            |
| Freddy Vásquez               | Deportes Linares             | 2                            |
| Matías Cancino               | Deportes Rengo               | 2                            |
| Marcelo Cáceres              | Deportes Rengo               | 2                            |
| Carlos Cabrera               | Deportivo Estación Central   | 2                            |
| Ian Leal                     | Deportivo Estación Central   | 2                            |
| Luis Maldonado               | Deportivo Estación Central   | 2                            |
| Yerko Manríquez              | Deportivo Estación Central   | 2                            |
| Nicolás Barrera              | Fernández Vial               | 2                            |
| Jaime Cáceres                | Fernández Vial               | 2                            |
| Ulises Castagnoli            | Fernández Vial               | 2                            |
| Marcelo Pérez                | Fernández Vial               | 2                            |
| Ervin Salas                  | Fernández Vial               | 2                            |
| Matías Sanhueza              | Fernández Vial               | 2                            |
| Sebastián Correa             | Gasparín FC                  | 2                            |
| Cristian Femenías            | Gasparín FC                  | 2                            |
| Raúl Catalán                 | General Velásquez            | 2                            |
| Daniel Quintriqueo           | General Velásquez            | 2                            |
| Hugo Herrera                 | Lautaro de Buin              | 2                            |
| Nicolás López                | Lautaro de Buin              | 2                            |
| José Sagredo                 | Lautaro de Buin              | 2                            |
| Mauricio Díaz                | Municipal Mejillones         | 2                            |
| Diego Cabrera                | Municipal Salamanca          | 2                            |
| Nicolás Rivera               | Municipal Salamanca          | 2                            |
| Akermann Silva               | Municipal Salamanca          | 2                            |
| Richard Tapia                | Municipal Salamanca          | 2                            |
| César Castillo               | Provincial Ovalle            | 2                            |
| Alan Marca                   | Provincial Ovalle            | 2                            |
| Freddy Muñoz                 | Provincial Ovalle            | 2                            |
| Nicolás Guerra               | Real San Joaquín             | 2                            |
| Jaime Lara                   | Real San Joaquín             | 2                            |
| Mauricio Yévenes             | Real San Joaquín             | 2                            |
| José Acosta                  | Tomás Greig FC               | 2                            |
| Diego Bernard                | Tomás Greig FC               | 2                            |
| Cristián Herrera             | Tomás Greig FC               | 2                            |
| Noam Clavijo                 | Chimbarongo FC               | 1                            |
| Julio del Pino               | Chimbarongo FC               | 1                            |
| Claudio Leiva                | Chimbarongo FC               | 1                            |
| Bryan Pardo                  | Chimbarongo FC               | 1                            |
| Óscar Quijada                | Chimbarongo FC               | 1                            |
| Yerson Riquelme              | Chimbarongo FC               | 1                            |
| Eric Sánchez                 | Chimbarongo FC               | 1                            |
| Ítalo Sepúlveda              | Chimbarongo FC               | 1                            |
| Gonzalo Bugueño              | Colina                       | 1                            |
| Carlos Irribarra             | Colina                       | 1                            |
| Sergio Paredes               | Colina                       | 1                            |
| Felipe Sepúlveda             | Colina                       | 1                            |
| Álvaro Vallejos              | Colina                       | 1                            |
| Francisco Castillo           | Deportes Limache             | 1                            |
| Valther Rozas                | Deportes Linares             | 1                            |
| Estéfano Saldaña             | Deportes Linares             | 1                            |
| Luis Acuña                   | Deportes Rengo               | 1                            |
| Pablo Caroca                 | Deportes Rengo               | 1                            |
| Antonio Castillo             | Deportes Rengo               | 1                            |
| Matías Figueroa              | Deportes Rengo               | 1                            |
| Nelson Aranda                | Deportivo Estación Central   | 1                            |
| Luis Cabezas                 | Deportivo Estación Central   | 1                            |
| José Pizarro                 | Fernández Vial               | 1                            |
| Brandon Fernández            | Gasparín FC                  | 1                            |
| Sebastián Ibarra             | Gasparín FC                  | 1                            |
| Rodrigo Rosas                | Gasparín FC                  | 1                            |
| Bryan Torres                 | Gasparín FC                  | 1                            |
| Roberto Bravo                | General Velásquez            | 1                            |
| Esteban Córdova              | General Velásquez            | 1                            |
| Manuel Olea                  | General Velásquez            | 1                            |
| Fabián Ramírez               | General Velásquez            | 1                            |
| Sebastián Rojas              | General Velásquez            | 1                            |
| Jordan Espinoza              | Lautaro de Buin              | 1                            |
| Juan Paredes                 | Lautaro de Buin              | 1                            |
| Luis Salazar                 | Lautaro de Buin              | 1                            |
| Julio Torres                 | Lautaro de Buin              | 1                            |
| Héctor Albornoz              | Municipal Mejillones         | 1                            |
| Jonathan Araya               | Municipal Mejillones         | 1                            |
| Néstor Chacana               | Municipal Mejillones         | 1                            |
| Rony Leiva                   | Municipal Mejillones         | 1                            |
| Matías Soza                  | Municipal Mejillones         | 1                            |
| Juan Cortés                  | Municipal Salamanca          | 1                            |
| Eduardo Manríquez            | Municipal Salamanca          | 1                            |
| Matías Navarro               | Municipal Salamanca          | 1                            |
| Juan Rojas                   | Municipal Salamanca          | 1                            |
| Éric Zúñiga                  | Municipal Salamanca          | 1                            |
| Maikol Araya                 | Provincial Ovalle            | 1                            |
| Álvaro Campos                | Provincial Ovalle            | 1                            |
| Marcelo Castillo             | Provincial Ovalle            | 1                            |
| Mario Garrido                | Provincial Ovalle            | 1                            |
| Antonio López                | Provincial Ovalle            | 1                            |
| Fabián López                 | Provincial Ovalle            | 1                            |
| Maicol O'Neill               | Provincial Ovalle            | 1                            |
| Gonzalo Ortiz                | Provincial Ovalle            | 1                            |
| Sebastián Pérez              | Provincial Ovalle            | 1                            |
| Cristián Pinto               | Provincial Ovalle            | 1                            |
| Franco Seida                 | Provincial Ovalle            | 1                            |
| Fabián Vásquez               | Provincial Ovalle            | 1                            |
| Alexis Alarcón               | Real San Joaquín             | 1                            |
| José Duarte                  | Real San Joaquín             | 1                            |
| Leonardo Escalona            | Real San Joaquín             | 1                            |
| Jorge Flores                 | Real San Joaquín             | 1                            |
| Fernando Garrido             | Real San Joaquín             | 1                            |
| Gonzalo Peña                 | Real San Joaquín             | 1                            |
| Pedro Toloza                 | Real San Joaquín             | 1                            |
| Esteban Yáñez                | Real San Joaquín             | 1                            |
| Carlos Díaz                  | Tomás Greig FC               | 1                            |
| Juan Gómez                   | Tomás Greig FC               | 1                            |
| Francisco Guajardo           | Tomás Greig FC               | 1                            |
| Javier Rubio                 | Tomás Greig FC               | 1                            |

     Máximo goleador del torneo.

### Autogoles
Actualizado el 16 de noviembre de 2017.

| Lista              | Lista               | Lista                      | Lista |
| ------------------ | ------------------- | -------------------------- | ----- |
| Jugador            | Equipo              | Favorecido                 | Goles |
| Óscar Quijada      | Chimbarongo FC      | Lautaro de Buin            | 1     |
| Lucas Faúndez      | Colina              | Municipal Salamanca        | 1     |
| Sebastián Guzmán   | Colina              | Deportes Rengo             | 1     |
| Javier Guzmán      | Deportes Limache    | General Velásquez          | 1     |
| Marcelo Pérez      | Fernández Vial      | Colina                     | 1     |
| Bryan Torres       | Gasparín FC         | Deportivo Estación Central | 1     |
| Saúl Farías        | Lautaro de Buin     | Colina                     | 1     |
| Christopher Chávez | Municipal Salamanca | Provincial Ovalle          | 1     |